# Martha Jones
Martha Jones  es un personaje de ficción interpretado por Freema Agyeman en la longeva serie británica de ciencia ficción Doctor Who y su spin-off Torchwood. Es una de los acompañantes del Décimo Doctor en Doctor Who, reemplazando a Rose Tyler (Billie Piper). Según el creador del personaje y productor ejecutivo de la serie, Russell T Davies en su libro de ensayo Doctor Who: The Writer's Tale, desarrolló el personaje desde el principio con la intención de que apareciera en toda la temporada de 2007 y después como invitada en la siguiente temporada así como en los dos spin-offs.  Así pues, Martha apareció como invitada en la temporada de 2008 de Doctor Who, en la segunda temporada de Torchwood y en el episodio especial El fin del tiempo en 2010. Estaba previsto que Martha apareciera también en la temporada de 2009 de Torchwood y en The Sarah Jane Adventures, pero no pudo ser por otros compromisos de la actriz.
En la narrativa de la serie, Martha comienza como una estudiante de medicina que se convierte en la acompañante del Doctor tras un incidente en el hospital donde ella trabaja. Después de más de un año (desde su perspectiva y la del Doctor) de servicio al lado del Décimo Doctor, Martha se separa de su compañía porque no puede soportar su amor no correspondido por él. Tras volver a la Tierra, se comprometió con otro hombre y terminó la carrera de medicina, encontrando un nuevo nivel de independencia cuando reclutada por la organización militar de lo paranormal UNIT, y brevemente por el instituto Torchwood. Tras haber luchado contra el fin del mundo en solitario en su época con el Doctor, Martha es reconocida por sus habilidades tanto de trabajo de campo como en la medicina.

## Apariciones

### Televisión
Martha Jones es presentada en la tercera temporada de Doctor Who, apareciendo por primera vez en el episodio Smith and Jones. Cuando el hospital en el que trabaja es teletransportado a la Luna, la estudiante de medicina Martha logra salvar la situación junto a un alienígena viajero en el tiempo conocido sólo como el Doctor (David Tennant). Para darle las gracias por su ayuda, el Doctor la invita a unirse a él para lo que se suponía un único viaje en su máquina del tiempo, la TARDIS, pero después la acepta como su nueva acompañante a tiempo completo, admitiendo que ella nunca fue "solamente una pasajera", e incluso le da la llave de la TARDIS. Sin embargo, ella se siente frustrada porque el Doctor no es consciente de los sentimientos de ella hacia él, y expresa su preocupación de ser simplemente un segundo plato tras la dolorosa pérdida del Doctor de su anterior acompañante, Rose Tyler (Billie Piper). Cuando un Doctor amnésico se enamora de una humana en Human Nature/The Family of Blood, Martha, con dolor, dice "Tenías que enamorarte de una humana... y no era yo". En el final de la serie, Last of the Time Lords, cuando el enemigo del Doctor, El Amo, conquista la Tierra, capturando al Doctor y al Capitán Jack Harkness (John Barrowman), Martha se queda sola para salvar el mundo, pero logra escapar teletransportándose. Huyendo del Amo, pasa un año viajando por la Tierra en un plan para salvar al Doctor y revertir el tiempo, deshaciendo las acciones del Amo. Conservando sus recuerdos del reinado del Amo, Martha decide abandonar la TARDIS por su propia voluntad, diciéndole al Doctor que no puede desperdiciar su vida suspirando por alguien cuando la relación es imposible, pero le promete que volverá a verle. Entretanto, Martha, con voz de Freema Agyeman, aparece también en el serial de animación The Infinite Quest, que se emitió en doce minicapítulos emitidos a lo largo de la temporada.
El personaje reaparece en la temporada de 2008 de Torchwood, que se enfoca en el otro acompañante Jack Harkness. Aparece por primera vez en el episodio Reset que comienza un arco argumental de tres episodios. Martha ha sido llamada temporalmente al instituto Torchwood de cazadores de alienígenas por el Capitán Jack, que necesitaba un experto en medicina y en vida alienígena. Aquí se revela que Martha se ha convertido en "asesora médica" para la organización UNIT después de doctorarse en medicina. Martha seune brevemente a Torchwood 3 como consejera médica tras la muerte de Owen Harper (Burn Gorman), pero después abandona la organización en el episodio A Day in the Death, satisfecha al ver que Owen vuelve al trabajo tras resucitar. Después, en la cuarta temporada de Doctor Who, Martha regresa para tres episodios, empezando con The Sontaran Stratagem y terminando con The Doctor's Daughter, conociendo a la nueva acompañante del Doctor, Donna Noble (Catherine Tate). En el primer episodio, una Martha más positiva y comprometida llama al Doctor a la Tierra para que les ayuda a desbaratar un plan de los Sontaran. Agyeman volvería al papel en los dos últimos episodios de la temporada, The Stolen Earth y Journey's End, donde ha sido enviada a la división estadounidense de UNIT y trabaja en un proyecto secreto de teletransporte basado en tecnología Sontaran. Trabaja con los otros acompañantes Jack y Sarah Jane Smith (Elisabeth Sladen) al enfrentarse al plan de Davros (Julian Bleach) de destruir la realidad. Confrontando a Davros, Martha le amenaza con activar unas cabezas nucleares que destruirán la Tierra para librar a la humanidad de su sufrimiento y destruir sus planes, pero es detenida. En el desenlace, Martha se va con Jack y el antiguo compañero Mickey Smith (Noel Clarke), con Jack diciéndole "No estoy muy seguro sobre UNIT estos días... quizá haya otra cosa que pudieras hacer".
A pesar de este final de la temporada cuarta de Doctor Who, Martha no aparece en la tercera temporada de Torchwood. La ausencia de Martha se explica cuando los personajes interactúan con oficiales de UNIT en Children on Earth: está de luna de miel. Para reemplazar a Martha, se creó el personaje de Lois Habiba. En El fin del tiempo (2010), se revela que Martha se casó con Mickey Smith en lugar de su anterior prometido, y que ha abandonado UNIT para trabajar por libre junto a Mickey luchando contra alienígenas. El Décimo Doctor aparece frente a la pareja mientras está muriéndose antes de su regeneración, para salvarles de un francotirador Sontaran. Agyeman es acreditada como Martha Smith-Jones.

## Caracterización

### Concepto
La BBC anunció la presentación de Martha como la nueva acompañante tras la marcha de Rose Tyler (Billie Piper) el 5 de julio de 2006 en una rueda de prensa. El personaje es una estudiante de medicina de 23 años del año 2008, aunque en el proceso de creación se pretendía que viniera del año 1914. Al igual que Rose, Martha tiene familiares que aparecen en la serie: Adjoa Andoh interpreta a su madre Francine Jones, con Trevor Laird como su padre Clive (divorciado de Francine), Gugu Mbatha-Raw como su hermana Tish, y Reggie Yates como su hermano Leo. Sin embargo, Agyeman señaló que Martha es "muy independiente": vive sola y ya casi ha completado sus estudios de medicina. Un artículo de The Times especuló que, al tener Agyeman habilidad en artes marciales, podría hacer una "aproximación más física" al personaje. Como su predecesora Rose, Martha es de Londres. Brett Mills, de la Universidad de East Anglia supone que esto es porque los personajes de la capital del país son "fácilmente relacionables a todo el pueblo británico" porque se les ve como "neutrales".
Freema Agyeman dijo a la publicación escolar The Newspaper que Martha es mayor y está más segura de sí misma que Rose, y especuló que Martha, en contraste, viaja con el Doctor por la aventura, en lugar de por necesidad de guía o educación (Agyeman también dijo a The Newspaper que Martha espera volver finalmente a la Tierra y terminar sus estudios de medicina). Además, la familia de Martha parece ser de una clase social más alta que Rose. Mientras que la familia de Rose era de la típica clase obrera, la familia de Martha parecen ser más acomodados (su padre tiene un Mercedes-Benz y las ropas que lleva la familia son mucho más a la moda), probablemente de clase media-alta.
De entre la lista de nombres recurrentes de su creador, Martha y su familia comparten el apellido "Jones" con muchos otros personajes creados por Russell T. Davies. Entre otros, Harriet Jones en Doctor Who, Ianto Jones y Eugene Jones en Torchwood, Yanto Jones en Mine All Mine y Stuart Allen Jones en Queer as Folk. Davis dice que reutilizar nombres (como Tyler, Smith, Harper, Harkness y Jones) le permite pasar del síndrome de la página en blanco con el personaje. En el casting para Martha, se reutilizó a la actriz Freema Agyeman, que ya había tenido un pequeño papel como Adeola Oshodi en el episodio de la segunda temporada de Doctor Who, Army of Ghosts. Conocedores de esto, se creó una relación entre ambos personajes en Smith and Jones cuando Martha hace referencia a su prima fallecida, conectando así a Martha con el gran universo de Doctor Who.

### Desarrollo
A través de la tercera temporada de Doctor Who, Martha suspiraba por el cariño del Doctor. En su última historia, Last of the Time Lords, Martha estuvo separada de él por un año, y tras salvar el mundo decidió volver a la Tierra para graduarse como doctora, cuidar de su familia devastada, y superar su amor no correspondido por el Doctor.
Tras la emisión de Last of the Time Lords, la BBC anunció que el personaje volvería en tres episodios de Torchwood antes de reunirse con el Décimo Doctor de David Tennant junto a la nueva acompañante Donna Noble (Catherine Tate) en cinco episodios de la cuarta temporada de Doctor Who. En su aparición en Torchwood se explica que Martha es una especialista en medicina de UNIT, una doctora graduada y experta de confianza en vida alienígena. Al aparecer en el episodio de Torchwood Reset, su compañero Jack Harkness avala la credibilidad de Martha con sus otros compañeros, comentando su vasta experiencia. John Barrowman señaló que en muchos sentidos Martha entró en Torchwood como su superiora, ya que al ser empleada de UNIT estaba en un nivel de autoridad superior. En el mismo episodio, Martha se da cuenta de que una "fuente de confianza" la recomendó para su empleo en UNIT, implicando que el Doctor tiene la máxima confianza en las capacidades de Martha. Su traje de Torchwood fue diseñado específicamente para reflejar su evolución, declarando el diseñador de vestuario Ray Holman: "Queríamos darle ese aire de autoridad, con una imagen profesional y trajes ajustados con clase".
Martha aparece en acción con UNIT en The Sontaran Stratagem, donde Donna Noble, la actual acompañante del Doctor, reacciona en shock preguntando si el Doctor convierte a todos sus acompañantes en "soldados". El Doctor también parece desaprobar la situación hasta que Martha defiende sus intenciones, recordando al Doctor que ella nunca lleva pistola, y aclarand que está intentando hace UNIT "mejor" desde dentro. Agyeman declaró que nunca tuvo prisa en que Martha se convirtiera en una pistolera: "Nunca sentí el peligro de que eso ocurriera. Al final de la tercera temporada, había estado sobreviviendo un año y viajando sola, y vio todo ese sufrimiento, y su familia torturada... eso tiene que haberla afectado. Al mismo tiempo, ha continuado sus estudios para convertirse en doctora, así que obviamente aún tiene ese lado cuidador con ella".
Martha le dice a Owen en el episodio de Torchwood Reset que ella tiene un novio, que se revela como el doctor en pediatría Thomas Milligan de The Sontaran Stratagem, con quien se había comprometido, indicando que Martha ha superado su amor por el Doctor. En The Poison Sky, cita su relación con Thomas Milligan como una razón para quedarse en la Tierra, en vez de unirse a Donna y el Doctor en la TARDIS, diciendo que ahora tiene su propia gran aventura que disfrutar. Agyeman siente que la relación de Martha con Tom le ha ayudado a "consolidar su sitio en la vida". Agyeman también piensa que era importante que reapareciera la madre de Martha, Francine en The Stolen Earth y Journey's End, para concluir lo que le había pasado a la familia Jones en la tercera temporada: "Es genial que la audiencia sepa que toda esa charla de Martha deseando quedarse en la Tierra por su familia era real. Es genial ver a Adjoa allí, representando al clan Jones, a pesar de que sea en una breve aparición. Aún está muy dentro de la vida de Martha".
El director Euros Lyn comenta que el equipo de producción tenían intención de que Agyeman y Clarke se unieran a Torchwood para la tercera temporada, pero sus carreras posteriores les llevaron por otro camino. Cuando los personajes interactúan con los oficiales de UNIT, la ausencia de Martha se explica por su luna de miel. El productor ejecutivo Russell T Davies explica que Agyeman ya había sido elegida para Law & Order: UK antes de que comenzara el desarrollo de Children of Earth. Como Law & Order le ofrecía 13 episodios al año, eligió ese trabajo en vez de Torchwood, que había sido reducido a 5 episodios. En respuesta, Davies creó el personaje de Lois Habiba, interpretado por Cush Jumbo, para ser una "especie de figura de Martha", alguien con inocencia añadida que está yendo más allá. Agyeman no rechaza la posibilidad de volver al programa en el futuro, sin embargo. Davies revela en su libro de ensayo Doctor Who: The Writer's Tale que Martha también iba a aparecer en el final de la segunda temporada de The Sarah Jane Adventures en diciembre de 2008, pero el personaje tuvo que ser sustituido por el personaje de la serie clásica, el Brigadier Lethbridge-Stewart (Nicholas Courtney) "en el último momento" por el trabajo de Agyeman en Law & Order: UK; si Martha hubiera aparecido, el personaje habría estado presente en los tres programas de la franquicia.

## Análisis
Los análisis académicos del personaje generalmente se enfocan en la etnia del personaje, su clase social y su estatus como modelo para los espectadores jóvenes. Martha ha sido descrita en periódicos como la "primera acompañante de una minoría étnica en los 43 años de historia de Doctor Who" o la primera "asistente negra" del Doctor. Pero ese estatus de Martha como "primera acompañante negra" está "en entredicho" si se considera el papel de Mickey Smith (Noel Clarke) como breve acompañante en la segunda temporada de la serie. En su presentación, Martha es presentada como alguien "normal" en sentidos en los que los anteriores acompañantes en Doctor Who no lo era. Por ejemplo, ella es el primer personaje que utiliza tacos (muy ligeros, eso sí) cuando exclama "¡Estamos en la puñetera Luna!" Davies creía que este nivel de lenguaje malsonante era normal y apropiado, citando las películas de Harry Potter en la que la audiencia reaccionó riendo en vez de en shock cuando un joven personaje gritó "¡Pero qué puñeta!". En ciertas situaciones, la posición de Martha como mujer de clase media la diferenciaba del anterior acompañante negro Mickey Smith, que era un hombre y, como Rose Tyler, de clase obrera. Los artículos que se enfocan en la raza de Martha normalmente intentan hacer distinciones entre el estatus social de Martha y el de Mickey, y hasta qué punto la raza o la clase influyen o no en el personaje.

### Temas raciales
En contraste con Rose y Mickey, Martha es de clase media y con educación universitaria. Para Michael y Margaret Rustin de la Universad de East London, el esfuerzo constante de Mickey por ganarse el respeto y reconocimiento del Doctor en las dos primeras temporadas era una "exploración sutil... de las dinámicas de la vida multi-étnica en la Gran Bretaña contemporánea". Los Rustins dicen que al introducir a Martha la serie "se agarra" al hecho "de que las mujeres negras suelen tener más éxito educativo y profesional que los hombres negros en la Gran Bretaña contemporánea". Como una viajera en el tiempo negra, los guionestas de la serie han usado la presencia del personaje para inyectar comentarios sociales, tocando temas como el racismo tanto en tiempos pasados como en el presente.
Como una viajera en el tiempo negra, el personaje de Martha le permite a Doctor Who explorar conceptos históricos sobre la raza. En el episodio The Shakespeare Code, Martha se pregunta si está a salvo en la edad Isabelina, pero el Doctor no le da importancia, diciéndole a Martha (que es también la portavoz de la audiencia) que la Inglaterra de 1599 no es "tan diferente de tu tiempo"; se ve a mujeres negras caminando entre la gente con seguridad, y Martha identifica a varios actores vestidos de mujer. Martha reacciona con sorpresa y cierta ofensa cuando William Shakespeare usa palabras de la era isabelina para la gente negra como "mora" o "etíope". Por un momento, piensa que esas palabras pueden ser racistas (el Doctor le dice que la corrección política se ha vuelto loca)", pero se da cuenta de que Shakespeare en realidad se ha enamorado de ella. Al final del episodio, la llama su "Dama Oscura", el nombre que tiene la mujer a la que el verdadero Shakespeare le dedicó numerosos sonetos, implicando que Martha es esa Dama Oscura. Lindy A. Orthia opina que esta representación de la era del Décimo Doctor del "pasado de la Tierra como un lugar de felicidad y diversidad benigna" puede ser antirracista en intención, pero al final trivializa el racismo que ha infestado la sociedad occidental desde hace siglos. Estas representaciones incluyen "a la Nueva York de la Depresión con patrullas de ciudadanos liderados por un hombre negro, y mujeres negras entre las calles y cortes de la Inglaterra Victoriana y la Francia Ilustrada".
Otros episodios como Human Nature y The Family of Blood, ambientados en 1913, dibujan el racismo de principios de la Era Eduardiana. Para Orthia, los pocos seriales de Doctor Who que muestran el racismo explícitamente "son remarcables por su presencia: tienen un poder retórico, porque son tan raros en Doctor Who". En Human Nature, además del racismo de los estudiantes del colegio privado, "somos testigos de cómo han cambiado las cosas, cuando una enfermera blanca no puede creer que Martha sea estudiante de medicina en el futuro, diciendo 'Las mujeres puede entrenarse para ser doctores, pero dudo mucho que lo haga una de tu color'". Cuando la tripulación de la TARDIS son perseguidos nacionalmente como terroristas en The Sound of Drums, el Amo (Simm) dice que los compañeros actuales del Doctor "tocan todos los estratos demográficos, refiriéndose al género y raza de Martha y a la orientación dexual de Jack. Después se refiere a Jack y Martha como "la afeminada y la friki", reforzando el insulto diciendo que no está seguro de quién es quién. Los episodios ambientados en el futuro, señala Orthia, suelen mostrar proyectos o sociedades mucho más integradoras y "cosmopolitas" que son tan multi-raciales (aunque no multi-étnicas) y liberales sexualmente como el presente, si no mucho más. En 2009, Martha fue listada en el top 20 de los íconos negros de la ciencia ficción por Entertainment Weekly.

### Modelo femenino
Como una joven profesional de medicina, Martha ha sido objeto de estudios sobre la percepción de las jóvenes mujeres en "la representación por géneros de la ciencia, tecnología, ingeniería y matemáticas". A través de cuestionarios, investigadores del Centro de Investigaciones del Reino Unido para la Mujer en Tecnología de Ciencia e Ingeniería preguntaron a tres clases de sujetos que "identificaran tres de sus programas favoritos e intentaran recordar y describir un programa que hubieran visto que fuera sobre ciencia o incluyera un científico". Los investigadores obtuvieron mayoritariamente dos respuestas básicas, Los Simpsons y Doctor Who. El análisis al detalle señaló que los dos personajes eran principalmente dos femeninos, respectivamente: Lisa Simpson y Martha Jones. El artículo señala que Martha y Lisa son muy diferentes: principalmente, "Lisa es presentada como muy diferente a muchos de sus compañeros, una niña prodigio considerada 'extraordinaria'", mientras Martha "es presentada comparativamente como una mujer joven normal", que a diferencia de Lisa invita a la autoidentificación. Los intentos de Martha de diagnosticar a un paciente en su episodio de debut son criticados como un fallo; son sus "respuestas en las situaciones extraordinarias en las que se encuentra después, en vez de su vida diaria" lo que distinguen a Martha. Su estatus "normal" también se remarca cuando se convierte en el primer personaje con "lenguaje malsonante" en la historia de Doctor Who. A pesar de sus diferencias, sin embargo, el estudio también encontró muchas cosas en común".
Importantemente, Lisa y Martha son ambas representadas como personajes que, en lugar de no tener habilidades sociales, juegan "un papel central en las relaciones de sus familias" (David X. Cohen describe a Lisa como "el corazón de la familia", Davies describe a Martha como "la que pone paz en su familia"). "La familia de Martha", dice el artículo, "y sus relaciones con ellos, son una parte de la narrativa que se desarrolla a lo largo de la serie", ellos son su constante a pesar del aspecto de los viajes en el tiempo de la serie. "No importa lo fantásticas e irreales que las experiencias de Martha y Lisa sean, sus personajes siempre se sitúan en un marco de relaciones familiares que la mayoría de los espectadores reconocerían como bastante comunes". Mientras que en Los Simpsons, Lisa es el personaje más identificada con el conocimiento y el mundo, en Doctor Who, ese personaje es el Doctor. Esto permite que a veces se intercambien los papeles entre el Doctor y Martha a favor de ella, por primera vez en 42, cuando una posesión alienígena deja al Doctor "aterrorizado", y según Agyeman Martha "tiene que tomar el mando". Esta independencia continúa en Human Nature y The Family of Blood, en la cual Davies dice que "Martha es dejada a su suerte luchando contra los monstruos en solitario. La historia no funcionaría en ningún sentido si el Doctor no confiara en Martha". Martha también recibe el encargo de salvar el mundo en solitario en The Sound of Drums y Last of the Time Lords. Cuando Martha aparece después en Torchwood como oficial de UNIT y doctora en medicina, "el público ha podido seguir la carrera de Martha y la han visto ganar experiencia y seguridad". En su resumen, los investigadores concluyen: "Discutiendo nuestro análisis de Lisa Simpson y Martha Jones hemos señalado modos en los que pueden ser vistas tanto como personajes con los que los jóvenes pueden identificarse, como también personajes que proporcionan modelos positivos en términos de su relación con sus familias".